# Sant Joan de Perdiguers
Sant Joan de Perdiguers és la capella de la masia de Perdiguers, del municipi de la Baronia de Rialb (Noguera), que forma part de l'Inventari del Patrimoni Arquitectònic de Catalunya.

## Descripció

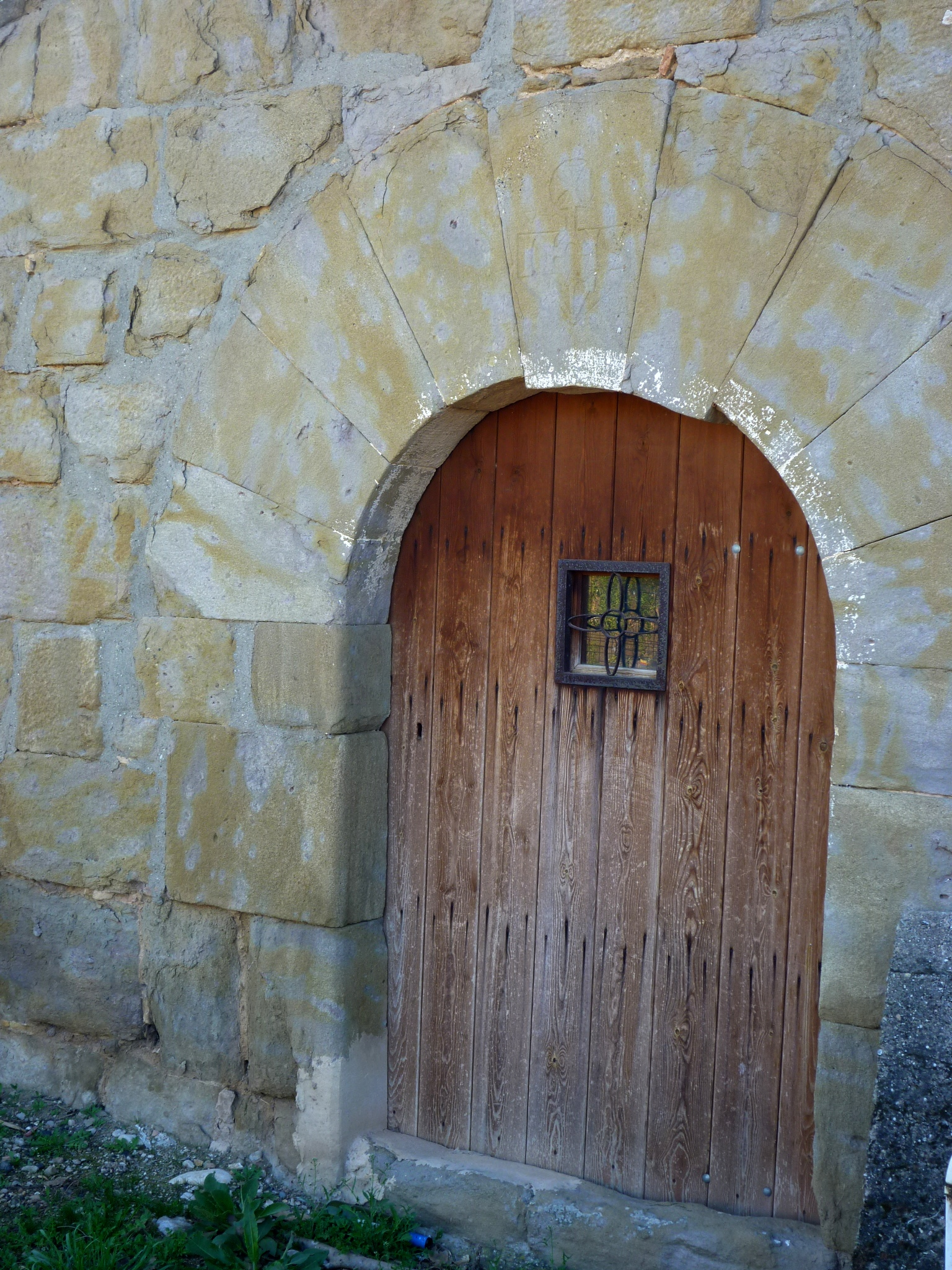
Portal

És una capella de planta rectangular situada al costat nord de la casa pairal orientada a llevant. Té volta de canó i tomba i cripta inferior central. Petita espitllera lateral al nord. Escut a la porta adovellada de mig punt. Senzill campanar de cadireta sense campana. Coberta a dos vessants.
De l'any 1788 data l'última fase constructiva de la casa pairal.

## Per anar-hi
- Carretera del Forat de Bulí, km. 2,1